# TripleNine
TripleNine Group A/S er en dansk fiskemels- og fiskeolieproducent med hovedkvarter i Esbjerg. De har fiskeindustri i Esbjerg, Thyborøn, Norge og Chile. Selskabet blev etableret i 2013 og TripleNine er ejet af norske Koppernæs Protein AS. Der er ca. 250 fuldtidsansatte, og i 2023 havde de en omsætning på ca. 2,8 mia. kroner.